# Za Wieżą
Za Wieżą – część wsi Jerzmanowice w Polsce położona w województwie małopolskim, w powiecie krakowskim, w gminie Jerzmanowice-Przeginia.
W latach 1975–1998 Za Wieżą administracyjnie należało do województwa krakowskiego.